# La Carlota (Córdoba)
La Carlota er en by og kommune i det sydlige Spanien i provinsen Córdoba. Den har et indbyggertal på 14.381 (2024) indbyggere.